# Çaylıoğlu, Ereğli
Çaylıoğlu là một xã thuộc huyện Ereğli, tỉnh Zonguldak, Thổ Nhĩ Kỳ. Dân số thời điểm năm 2011 là 1933 người.